# Henry Maundrell
Henry Maundrell (1665-1701) est un érudit britannique et clergyman de l'Église d'Angleterre.

## Biographe
Henry Maundrell étudie et travaille à l'université d'Oxford, puis devient clergyman de l'Église d'Angleterre. Il sert comme chapelain en Syrie pour la Levant Company à partir du 20 décembre 1695. Son ouvrage Journey from Aleppo to Jerusalem at Easter A.D. 1697, qui s'appuie sur son journal de bord qu'il rédige pendant son pèlerinage pascal à Jérusalem en 1697, est un « classique de voyage mineur ». Il sera traduit en trois langues : français (1705), néerlandais (1717) et allemand (1792). La septième édition paraîtra en 1749.
Maundrell rédige un autre compte-rendu de voyage, A Journey to the Banks of the Euphrates at Beer, and to the Country of Mesopotamia (Oxford, 1699), qui apparaît dans l'édition 1714 de Journey to Jerusalem.

### Citations originales
1. ↑  (en) « minor travel classic »